# تريسي وولفسن
تريسي وولفسن (من مواليد 17 مارس 1975) هي مقدمة برامج رياضية أمريكية في قنوات سي بي إس الرياضية.

## الحياة الشخصية والمهنية
نشأت وولفسن في حي كونجرس بنيويورك، واتمت دراستها الثانوية بمدرسة كلاركس تاون الشمالية بضاحيه روك لاند كاونتى بنيويورك، ثم حصلت على شهادة في الاتصالات من جامعة ميتشجان. بدأت وولفسن مسيرتها المهنية بقنوات بترينتون (نيو جيرسي) كمقدمة برامج رياضية، كما ظهرت أيضا كمراسلة لبرنامج (لونج ايلاند نيوز تونايت) في محطة إخبارية محلية بلونج آيلاند، ثم عملت وولفسن لاحقا كمقدمة برامج مراسلة بشبكة ام جى اس، وقامت بتغطية رياضة الجولف، ودوري كرة القدم للجامعات، وكرة القدم الأمريكية، داخل الصالات بشبكة اسبن الأمريكية من العام 2002 إلى 2003

## الحياة المهنية منذ عام 2004
وولفسن مراسلة كبيرة لكل المنافسات الحيه والمباشرة لرياضتى كرة السلة وكرة القدم الأمريكية التي تبثها شبكة سى بى أس، وهي تهيئ المجال دائما للفريق المصاحب لها أثناء كل حدث رياضي تقوم بتغطيته.
كذلك تعمل وولسفن كمراسلة خطوط لمسابقة قناه سى بى أس كوليدج فوتبول منذ العام 2004، وهي تعتبر من أفضل عناصر فرق البث لهذه المنافسات في أنحاء البلاد، حيث تقوم وولفسن بعمل مقابلات مع المدربين بعد نهايه كل شوط، كما تطلع المشاهدين على ملخص إصابات اللاعبين. بالإضافة إلى ذلك، تعمل وولفسن كمقدمه لبرنامج سبورت ديسك لقناة سى بى أس، ومراسلة لكوليدج باسكت بول، سباقات السيارات، التزحلق على الجليد، التزلج على الجليد، الجمباز، التنس، العاب القوى، الروديو، وقامت بتغطيه بطولات أمريكا المفتوحه للتنس، وغطت الدور ما قبل النهائى (الاربعه) لكرة السلة للرجال منذ عام 2004.
قامت وولفسن بعمل تقارير لنهائيات دورى السلة للمحترفين الامريكى في الفترة من عام 2011 إلى 2016، وكذلك مساهمتها بالنسبة لدوري كرة القدم الأمريكية على قنوات سى بى أس، خاصه مباراه السوبر باول الشهيره، وتغطيها للمباريات التحضيريه مع جريج جامبل ودان دايردورف أو أيان ايجل  وفيل سيمس، مثل مباراة شيا هوكز – بيكرز في عام في عام 2013.
أصبح صوت وولفسن اثناء تغطيتها للمباريات جزء من لعبه الفيديو كوليدج هوبس 2ك8 على منصات اكس بوكس 360، وبلاى ستيشن 3
أُعلن في 22 مايو 2014 أن وولفسن ستنضم إلى جيم نانتز وفيل سيمس كمراسلة لدوري كرة القدم الأمريكي في مباريات الخميس مساءاً، وبعض مباريات الاحد ظهراً بدأ من 2014.
وكانت وولفسن تغطى مباريات دورى كره السلة الامريكى للجامعات لقناه تى بى أس في عام 2016 وقناه سى بى أس عام 2017
كذلك كانت مراسله لمبارايات السوبر باول اعوام 2012، 2015، 2018، 2020

## التكريم
كرمت وولفسن عام 2005، بكونها أحد المتحدثين في سلسله لقاءات للمتخصصين في الرياضة الجامعية بجامعة ولاية ميسيسبى، كذلك تعد وولفسن المتحدث الرسمى ومقدم للعديد من الفاعليات الخاصة بالمؤسسات المتخصصه بأبحاث مرض السكرى منذ عام 2005 ، وبحسب مجله يو أس ايه توداى فخي من أفضل الوجوه الواعده في منافسات دورى كره السلة الامريكى للجامعات.

## الحياه الشخصية
تقطن تريسى وولفسن مع زوجها دايفد رايتشل وابنائها الثلاثة في بتينافلى، نيوجيرسي.